# Эръокынманкы
Эръокынманкы (Эрокынманкын) — мелководная лагуна на арктическом побережье Чукотского моря в пределах Иультинского района Чукотского автономного округа России.
Название в переводе с чук. Эрыкынманкын — «лагуна переправы».
Лагуна вытянута вдоль побережья моря, отделена от него узкой песчаной косой; на западе сливается с лагуной Каныгтокынманкы. Самая крупная река, впадающая в лагуну — Кывэквын, здесь же Эръокынмангкы имеет выход в пролив Лонга.
Впадающие реки: Озёрный, Вивитгыркэй, Кууль, Мелкий, Совиный, Однобокий, Вязкий.
В водах лагуны осуществляется вылов горбуши.

## Топографические карты
- Лист карты R-1-XXV,XXVI Мыс Шмидта. Масштаб: 1 : 200 000. Состояние местности на 1968—1977 год. Издание 1987 г.
- Лист карты R-60-XXIX,XXX Полярный. Масштаб: 1 : 200 000. Состояние местности на 1981 год. Издание 1988 г.
- Лист карты R-60-В,Г Полярный. Масштаб: 1 : 500 000. Состояние местности на 1986 год.